# Lüttich–Bastogne–Lüttich 2021
Lüttich–Bastogne–Lüttich 2021 war die 107. Austragung des belgischen Eintagesrennens. Das Rennen fand am 25. April statt und war Teil der UCI WorldTour 2021. Lüttich-Bastogne-Lüttich gehört wie Mailand-Sanremo, die Flandern-Rundfahrt, Paris-Roubaix und Il Lombardia zu den Monumenten des Radsports.

## Teilnehmende Mannschaften und Fahrer
Neben 19 UCI WorldTeams standen 6 UCI ProTeams am Start. Für jedes Team starteten, mit Ausnahme von DSM, sieben Fahrer. Von den 174 Fahrern erreichten 146 Fahrer das Ziel. Der Norweger Andreas Leknessund (DSM) ging nicht an den Start.
Mit dem Titelverteidiger Primož Roglič (Jumbo-Visma), Jakob Fuglsang (Astana-Premier Tech), Alejandro Valverde (Movistar), Wout Poels (Bahrain-Victorious) und Philippe Gilbert (Lotto-Soudal) standen fünf ehemalige Gewinner des Rennens am Start.
Als Favoriten galten der Weltmeister Julian Alaphilippe (Deceuninck-Quick-Step), Primož Roglič, Alejandro Valverde, Maximilian Schachmann (Bora-Hansgrohe) und der amtierende Tour-de-France-Sieger Tadej Pogačar (UAE Team Emirates).
Als weitere Siegfahrer galten Jakob Fuglsang, Marc Hirschi, Davide Formolo (UAE Team Emirates), Michael Woods (Israel Start-Up Nation), Michał Kwiatkowski, Richard Carapaz, Adam Yates (alle Ineos-Grenadiers), Dylan Theuns, Matej Mohorič (beide Bahrain-Victorious), Tim Wellens (Lotto-Soudal), Warren Barguil (Arkéa-Samsic), Bauke Mollema (Trek-Segafredo) und David Gaudu (Groupama-FDJ).

## Streckenführung
Die Strecke führte über 259,5 km von Lüttich nach Bastogne und retour. Die Strecke über die Ardennen in Richtung Süden. Bevor Bastogne nach 159 Kilometern erreicht wurde, stand mit der Côte de la Roche-en-Ardenne nur ein kategorisierter Anstieg auf dem Programm. Von Bastogne aus fuhren die Fahrer zurück Richtung Lüttich und passierten wenig später die Côte de Saint-Roch. Rund 100 Kilometer vor dem Ziel begannen mit der Côte de Mont-le-Soie eine Serie von neun Anstiegen. Das Finale läutete der drittletzte Anstieg, die Côte de la Redoute ein. Mit einer maximalen Steigung von über 15 % stellte sie nach 223,9 gefahrenen Kilometern eine der größten Schwierigkeiten der Strecke dar.
Nach der Côte des Forges folgte 13,3 Kilometer vor dem Ziel der letzte Anstieg, die Côte de la Roche-aux-Faucons. Mit einer durchschnittlichen Steigung von 11 % bot dieser 1,3 Kilometer lange Anstieg eine ideale Möglichkeit für Angriffe. Anschließend folgte ein kurzer Gegenanstieg, ehe die Fahrer Lüttich nach einer schnellen Abfahrt erreichten. Nach zwei flachen Kilometern erreichten die Fahrer das Ziel.
| #  |                              | km    | Länge | Ø Steigung |
| -- | ---------------------------- | ----- | ----- | ---------- |
| 1  | Côte de la Roche-en-Ardenne  | 76    | 2,8   | 6 %        |
| 2  | Côte de Saint-Roch           | 123,3 | 1     | 11,2 %     |
| 3  | Côte de Mont-le-Soie         | 164,1 | 1,7   | 7,9 %      |
| 4  | Côte de Wanne                | 172,4 | 3,6   | 5,1 %      |
| 5  | Côte de Stockeu              | 179   | 1     | 12,5 %     |
| 6  | Côte de la Haute-Levée       | 183,2 | 2,2   | 7,5 %      |
| 7  | Col du Rosier                | 197,4 | 4,4   | 5,9 %      |
| 8  | Côte de Desnié               | 210,8 | 1,6   | 8,1 %      |
| 9  | Côte de la Redoute           | 223,9 | 2     | 8,9 %      |
| 10 | Côte des Forges              | 235,8 | 1,3   | 7,8 %      |
| 11 | Côte de la Roche-aux-Faucons | 245,8 | 1,3   | 11 %       |

## Rennverlauf
Zu Beginn des Rennens setzten sich Mathijs Paasschens, Laurens Huys (beide Bingoal WB), Loic Vliegen, Lorenzo Rota (Intermarché-Wanty-Gobert Matériaux), Tomasz Marczyński (Lotto-Soudal), Sergei Tschernezki (Gazprom-RusVelo) und Aaron Van Poucke (Sport Vlaanderen-Baloise) ab. Die Gruppe konnte einen maximalen Vorsprung von etwa zehn Minuten herausfahren, stellten für das Peloton jedoch keine Gefahr da. Im Hauptfeld bestimmten Movistar, Deceuninck-Quick Step, Jumbo-Visma und UAE Team Emirates das Tempo.
Auf den Anstiegen der Côte de Wanne und der Côte de la Haute-Levée kam es zu den ersten Angriffen aus dem Peloton, die jedoch alle neutralisiert werden konnten. Dies führte dazu, dass Brandon McNulty (UAE Team Emirates) den Anschluss an das Hauptfeld verlor und der Vorsprung der Ausreißergruppe auf etwa vier Minuten schmolz.
Kurz vor dem höchsten Punkt des Rennens, dem Col du Rosier gelang es Mark Padun (Bahrain-Victorious), Harm Vanhoucke (Lotto-Soudal) und Mark Donovan (DSM) sich vom 60 Kilometer vor dem Ziel Feld zu lösen. Das Trio konnte einen Vorsprung von über einer Minute auf das Peloton herausfahren und versuchten zu der Spitzengruppe aufzuschließen.
Im Anstieg der Côte de la Redoute, setzten sich Laurens Huys und Lorenzo Rota von der Spitzengruppe ab. Dahinter erhöhten die Ineos Grenadiers das Tempo, stellten das Ausreißer-Trio und reduzierte die Anzahl der Fahrer im Hauptfeld. Julian Alaphilippe (Deceuninck-Quick Step), Alejandro Valverde (Movistar), Maximilian Schachmann (Bora-Hansgrohe) und Jakob Fuglsang (Astana-Premier Tech) befanden sich in einer abgehängten Gruppe, konnten jedoch wieder zu den anderen Favoriten aufschließen.
Im Anstieg der Côte des Forges wurden die Ausreißer nach einer Attacke von Adam Yates (Ineos Grenadiers) 23 Kilometer vor dem Ziel gestellt. Der Brite setzte sich mit zehn Fahrern ab. Mit dabei waren unter anderen sein Teamkollege Richard Carapaz, Tadej Pogačar (UAE Team Emirates), David Gaudu (Groupama-FDJ) Jonas Vingegaard (Jumbo-Visma), Esteban Chaves (BikeExchange), Sergio Higuita (EF-Edukation Nippo) und Mauri Vansevenant (Deceuninck-Quick Step). In der Abfahrt griff Richard Carapaz an und löste sich von der Spitzengruppe, die wenig später von der Hauptgruppe eingeholt wurde.
Richard Carapaz erreichte die letzte Steigung, die Côte de la Roche-aux-Faucons, mit einem Vorsprung von 20 Sekunden wurde jedoch im Anstieg von der Hauptgruppe gestellt. Wenig später griff Michael Woods (Israel Start-Up Nation) 13,5 Kilometer vor dem Ziel an setzte sich gemeinsam mit David Gaudu, Tadej Pogačar, Julian Alaphilippe und Alejandro Valverde von den restlichen Fahrern ab. Da die fünfer Gruppe gut harmonierte, konnten sie einen Vorsprung von über einer halben Minute auf ihre Verfolger herausfahren.
Im Zielsprint setzte sich Tadej Pogačar vor Julian Alaphilippe und David Gaudu durch. Alejandro Valverde belegte an seinem 41. Geburtstag Platz 4. Die Verfolger erreichten das Ziel mit einem Rückstand von sieben Sekunden.
Nach dem Rennen wurde Richard Carapaz aufgrund einer verbotenen Abfahrtsposition disqualifiziert.

## Rennergebnis
| Platz | Fahrer                | Nation | Team                   | Zeit                   |
| ----- | --------------------- | ------ | ---------------------- | ---------------------- |
| 01.   | Tadej Pogačar         | SLO    | UAE Team Emirates      | 6:39:26 h (38,92 km/h) |
| 02.   | Julian Alaphilippe    | FRA    | Deceuninck-Quick Step  | "                      |
| 03.   | David Gaudu           | FRA    | Groupama-FDJ           | "                      |
| 04.   | Alejandro Valverde    | ESP    | Movistar Team          | "                      |
| 05.   | Michael Woods         | CAN    | Israel Start-Up Nation | "                      |
| 06.   | Marc Hirschi          | SUI    | UAE Team Emirates      | + 0:07 min             |
| 07.   | Tiesj Benoot          | BEL    | Team DSM               | "                      |
| 08.   | Bauke Mollema         | NED    | Trek-Segafredo         | "                      |
| 09.   | Maximilian Schachmann | GER    | Bora-Hansgrohe         | + 0:09 min             |
| 10.   | Matej Mohorič         | SLO    | Bahrain-Victorious     | "                      |
| 11.   | Michał Kwiatkowski    | POL    | Ineos Grenadiers       | "                      |
| 12.   | Jakob Fuglsang        | DEN    | Astana-Premier Tech    | "                      |
| 13.   | Primož Roglič         | SLO    | Jumbo-Visma            | "                      |
| 14.   | Esteban Chaves        | COL    | Team BikeExchange      | "                      |
| 15.   | Guillaume Martin      | FRA    | Cofidis                | "                      |
| 16.   | Davide Formolo        | ITA    | UAE Team Emirates      | "                      |
| 17.   | Jack Haig             | AUS    | Bahrain-Victorious     | + 0:12 min             |
| 18.   | Adam Yates            | GBR    | Ineos Grenadiers       | + 0:37 min             |
| 19.   | Michael Matthews      | AUS    | Team BikeExchange      | + 1:21 min             |
| 20.   | Patrick Konrad        | AUT    | Bora-Hansgrohe         | "                      |